# China Airlines Flight 120
China Airlines Flight 120 var en regelmæssigt planlagt flyvning fra Taiwan Taoyuan International Airport i Taoyuan County (nu Taoyuan City), Taiwan til Naha Lufthavn i Okinawa, Japan. Den 20. august 2007 brød Boeing 737-800-flyet, der stod for flyvningen, i brand og eksploderede efter landing og parkeringen til gateområdet ved Naha Lufthavn. Fire personer (tre fra flyet og en lufthavnsmedarbejder) kom til skade i ulykken.

## Baggrund
China Airlines-flyet, registrering B-18616, blev leveret i juli 2002. Ligesom andre Boeing 737 Next Generation-fly var det udstyret med CFM56-7B26-motorer.
Der var 157 passagerer om bord på flyet, herunder 2 spædbørn. Af antallet var 110 passagerer fra Taiwan, 23 var fra Japan og 24 var fra andre lande. Besætningen på otte var hovedsagelig taiwanske, med et japansk besætningsmedlem.